# الإفطار الأخير (فلم)
الإفطار الأخير فيلم سوري تم عرضه خلال فعاليات مهرجان الإسكندرية السينمائي بدورته 37، واستطاع حصد جائزة أفضل سيناريو. والتي تتحدث عن الحب في زمن الحرب، وتتحدث قصته عن الإفطار الأخير الذي جمع ما بين الزوجين وتنبأت رندة بطلة الفيلم بخبر وفاتها بسبب اشتداد القذائف القريبة من منطقة سكناهم.

## قصة الفيلم
ويحكي الفيلم قصص وأحداث تعكس واقع المجتمع السوري بعد الحرب القاسية، والنماذج التي خلفتها هذه الحرب، والكثير من التجاذبات والصراعات والمصالح في خليط درامي. وقدم الفنان السوري عبد المنعم عمايري في الفيلم دور خياط اسمه “سامي” وهو متقن لعمله، ويقدّم خدماته في الخياطة للعديد من رجال الدولة ذي المناصب العالية، مما جعله يمتلك علاقات مميزة مع غالبيتهم يسخّرها في خدمة أبناء حيه، لتقديم العون لهم فيما قد يعترضهم من مشكلات حياتية أو أمنية. أما الفنانة كندا حنا فتلعب دورة “رندة” وهي زوجة سامي الخياط، والتي تمتلك حدساً خاصاً في تفاصيل حياتهما، تفاجئه ذات صباح وهما يتناولان طعام الإفطار بإحساسها أنها قريبة من الموت، وأن هذا الإفطار سيكون الأخير لهما معاً.
تطلب رندة من زوجها أن يتزوج من صديقتها جمانة بعد وفاتها، وعندها تسقط قذيفة هاون على حديقة منزلهما، ويصبح تنبؤها السابق أمراً واقعاً.

## طاقم الفيلم

### الممثلين
- عبدالمنعم عمايري
- كندة حنا
- كرم الشعراني
- راما عيسى
- ماجد عيسى

### فريق العمل
- المؤسسة العامة للسينما (دمشق)  (منتج)
- عبد اللطيف عبد الحميد. (مؤلف)
- عبد اللطيف عبد الحميد. (مخرج)

## انتقادات
واجه الفيلم انتقادات واسعة بسبب مشهدٍ خادش للحياء، شاركت فيه كندة حنا مع عبد المنعم عمايري. كذلك انتقده آخرين بأن المشهد كان غرضه إثارة الجدل وليس لغرض فني.

## وصلات خارجية
- مقالات تستعمل روابط فنية بلا صلة مع ويكي بيانات